# Wrótka za Kaplicami
Wrótka za Kaplicami (słow. Vrátka Veľkého kostola) – przełęcz znajdująca się w Zimnowodzkiej Grani w słowackich Tatrach Wysokich. Leży w grupie Kościołów i oddziela od siebie Dzwonnicę i Wielką Kaplicę w północno-zachodniej grani Wielkiego Kościoła. Na północny wschód z przełęczy obrywa się duży żleb, kończący się progiem z małym wodospadem, opadającym do Rynny Birkenmajera.
Na Wrótka za Kaplicami nie prowadzą żadne znakowane szlaki turystyczne. Droga na przełęcz prawdopodobnie była znana już od dawna.